# Wroniniec
Wroniniec – wieś w Polsce położona w województwie dolnośląskim, w powiecie górowskim, w gminie Niechlów.

## Podział administracyjny
W latach 1975–1998 miejscowość administracyjnie należała do województwa leszczyńskiego.

## Zabytki
Do wojewódzkiego rejestru zabytków wpisane są obiekty:
- ruiny kościoła, z XV/XVI w.
- kaplica grobowa rodziny von Hocke, z 1778 r.
- dwór, z XVIII/XIX w.